# Reduktion (språkvetenskap)
Reduktion är inom lingvistiken ett begrepp för att underartikulera. Till exempel säger man kanske ärebra [ærɛbrɑ] snarare än är det bra [ærdetbrɑ]. Reduktion förekommer hela tiden i ledigt tal.